# Wiggins (Mississipi)
Wiggins és una població dels Estats Units a l'estat de Mississipi. Segons el cens del 2007 tenia 4.747 habitants.

## Demografia
Segons el cens del 2000, Wiggins tenia 3.849 habitants, 1.380 habitatges, i 1.000 famílies. La densitat de població era de 138,1 habitants per km².
Dels 1.380 habitatges en un 36,4% hi vivien nens de menys de 18 anys, en un 47,6% hi vivien parelles casades, en un 21,3% dones solteres, i en un 27,5% no eren unitats familiars. En el 23,5% dels habitatges hi vivien persones soles el 12,5% de les quals corresponia a persones de 65 anys o més que vivien soles. El nombre mitjà de persones vivint en cada habitatge era de 2,66 i el nombre mitjà de persones que vivien en cada família era de 3,12.
Per edats la població es repartia de la següent manera: un 28,4% tenia menys de 18 anys, un 9,6% entre 18 i 24, un 26,3% entre 25 i 44, un 20,5% de 45 a 60 i un 15,1% 65 anys o més.
L'edat mediana era de 34 anys. Per cada 100 dones de 18 o més anys hi havia 82,4 homes.
La renda mediana per habitatge era de 26.597$ i la renda mediana per família de 31.591$. Els homes tenien una renda mediana de 27.262$ mentre que les dones 20.801$. La renda per capita de la població era de 13.813$. Entorn del 22,3% de les famílies i el 25,4% de la població estaven per davall del llindar de pobresa.

## Poblacions més properes
El següent diagrama mostra les poblacions més properes.